# Georg Maag
Georg Maag (* 12. September 1953 in Nürnberg) ist ein deutscher Romanist mit dem Schwerpunkt Italienische Literatur und ehemaliger Hochschullehrer an der Universität Stuttgart.

## Leben
Maag promovierte 1982 bei Hans Robert Jauß über das Thema „Kunst und Industrie im Zeitalter der ersten Weltausstellungen“. Nach Professur-Vertretungen in Regensburg, Freiburg und Tübingen wurde er 1993 als ordentlicher Professor an die Universität Stuttgart berufen, wo er bis 2019 als Italianist lehrte. Darüber hinaus leitete er dort von 2002 bis 2009 das Internationale Zentrum für Kultur- und Technikforschung (IZKT) sowie von 2004 bis 2019 das Italienzentrum.
1995 gründete er gemeinsam mit Franca Janowski die insbesondere auch als Forum für Nachwuchswissenschaftlerinnen und Nachwuchswissenschaftler gedachte Zeitschrift „Horizonte. Italianistische Zeitschrift für Kulturwissenschaft und Gegenwartsliteratur“, deren erster Band im Folgejahr erschien und die seit 2016 im Online-Format fortgeführt wird. 
Maag ist Mitglied des Pegnesischen Blumenordens und Ehrenmitglied der Accademia delle Arti del Disegno in Florenz.

## Schriften (Auswahl)

### Monographien
- Kunst und Industrie im Zeitalter der ersten Weltausstellungen. Synchronische Analyse einer Epochenschwelle. Fink, München 1986 (zugleich: Dissertation, 1982).[3]

### Herausgeberschaft
- (mit Irene Chytraeus-Auerbach) Futurismus. Kunst, Technik, Geschwindigkeit und Innovation zu Beginn des 20. Jahrhunderts. Lit, Berlin/Münster 2016.
- (mit Cornelia Klettke) Reflexe eines Umwelt- und Klimabewusstseins in fiktionalen Texten der Romania. Eigentliches und uneigentliches Schreiben zu einem sich verdichtenden globalen Problem. Frank&Timme, Berlin 2010.
- (mit Wolfram Pyta und Martin Windisch) Der Krimkrieg als erster europäischer Medienkrieg. Lit, Berlin 2010.